# Военный музей Латвии
Военный музей Латвии (латыш. Latvijas Kara muzejs) — рижский музей, экспозиция которого посвящена истории создания и становления латвийских вооружённых сил.

## История
Военный музей был основан в сентябре 1916 года и должен был способствовать увековечиванию памяти участия национальных батальонов латышских стрелков в сражениях Первой мировой войны. После образования Латвийского государства главной задачей музея стало создание экспозиции, посвящённой истории возникновения национальных вооружённых сил. Работниками музея проводилась активная деятельность по патриотическому воспитанию молодёжи. Всестороннюю поддержку работе музея оказывало Военное министерство Латвии.
С 1919 года музей располагался в Пороховой башне. 
В 1937 году началось строительство нового здания по проекту архитектора Артура Галиндома. Пафосное строение из красного кирпича в стиле неоклассицизма было готово в 1940 году. 
После смены власти музей, не соответствующий новым политическим задачам, был закрыт и его экспонаты были переданы в другие городские музеи и архивы.
Некоторое время в здании музея находилось Нахимовское военно-морское училище. 
В 1957 году было принято решение открыть Музей Революции Латвийской ССР, который просуществовал до 1990 года. После восстановления независимости Военный музей был возобновлён на прежнем месте.
В сегодняшней экспозиции музея на фоне ретроспективного взгляда на многовековую военную историю народов населявших Балтийский регион, особый акцент делается на документальное освещение событий XX века и роль национальных вооружённых сил в наиболее сложные для Латвийского государства исторические моменты.
С 1997 года Латвийский военный музей является членом Международной ассоциации военной истории.

## Постоянные экспозиции
- Воины и батальный жанр изобразительного искусства IX—XVI веков
- Латышские воины в годы Первой мировой войны 1914—1918
- Образование Латвийского государства и борьба за независимость 1918—1920
- Латышские воины во время Гражданской войны в России 1918—1921
- На защите Латвийского государства 1920—1940
- Латвия в годы Второй мировой войны
- Советское время и «Третье пробуждение» 1940—1990

## Филиалы
- Музей Оскара Калпакса в местечке Айритес Зирньской волости Салдусского края
- Музей Рождественских боёв, который находится в Валгундской волости Елгавского края на хуторе Мангали

## Руководство музея
- Директор: Айя Флейя
- Заместитель директора по научной работе: Юрис Цыгановс
- Главный хранитель музея: Илзите Зелтиня
- Руководитель отдела реставрации: Гунита Полдме
- Руководитель оружейного отдела: Эгилс Гелдериньш
- Руководитель отдела фотонегативов: Анита Видзидска